# HV Heldia
Heldia was een van de twee handbalverenigingen in de gemeente Peel en Maas. 

## Geschiedenis
De vereniging werd officieel opgericht opgericht op 4 augustus 1967. Een jaar eerder werd op initiatief van buurtvereniging Beekstraat/Stoks gestart als een meisjes handbalclub. In augustus 1967 schreef Heldia in bij het NHV. In 1987 fuseerde Heldia samen met BEVO en gingen samen verder als Bevo Heldia Combinatie.